# بورکو دنر
بورکو دنر (انگلیسی: Burcu Düner؛ زادهٔ ۲۰ اوت ۱۹۷۹) بازیکن فوتبال اهل ترکیه است.

وی همچنین در تیم‌های ملی فوتبال Germany women's national youth football team#Germany women's national under-19 squad و زنان ترکیه بازی کرده‌است.